# Craig Hammeck
Craig Hammeck é um supervisor de efeitos visuais estadunidense. Foi indicado ao Oscar de melhores efeitos visuais na edição de 2017 pelo filme Deepwater Horizon. Além deste, seu trabalho se tornou reconhecido em Titanic, Star Wars: Episode III – Revenge of the Sith e Indiana Jones and the Kingdom of the Crystal Skull.